# Skakačev obhod
Skakačev obhod je matematični problem s skakačem na standardni šahovnici (8×8). Skakača postavimo na poljubno začetno polje in z njim obiščemo vsa ostala polja na deski.
Obstaja več milijard rešitev. V okoli 122.000.000 rešitvah se skakač vrne na isto polje, od koder je začel.
Problem, ki so ga proučevali mnogi matematiki, tudi Euler, lahko posplošimo v več smeri:
- iščemo zaključene obhode (po zadnji potezi skakač skoči na začetno polje),
- uporabimo različne velikosti (in oblike) šahovnice,
- uporabimo drugačne šahovske figure,
- uporabimo drugačno topologijo šahovnice.

Obstajajo tudi igre za enega ali več igralcev na to temo.
Skakačev obhod je primer bolj splošnega iskanja Hamiltonove poti v teoriji grafov, ki je NP-poln. Zaključen skakačev obhod pa je primer Hamiltonovega cikla.

## Program v paskalu
Program v paskalu
```
 
program
 
lipicanec
(
output
)
;

 
[[
Niklaus
 
Wirth
|
Wirth
 
N
.
]]
,
 
Ra
č
unalni
š
ko
 
programiranje
 
I
}

 
const
 
n
=
8
;
    

       
nsq
=
n
*
n
;
      
{deska 8x8}

       
xz
=
1
;
   
yz
=
1
;
 
{zacetni koordinati}

 
type
 
index
=
1
...
n
;

 
var
  
i
,
j
 
:
 
integer
;

      
q
   
:
 
boolean
;

      
s
   
:
 
set
 
of
 
index
;

      
a
,
b
 
:
 
array
[
1
...
8
]
 
of
 
integer
;
 
{osem moznih skokov}

      
h
   
:
 
array
[
index
,
index
]
 
of
 
integer
;

      
m
   
:
 
integer
;

  

 
procedure
 
izpis
;
 
{resitve}

 
var
 
i
,
j
:
integer
;

 
begin

   
for
 
i
:=
1
 
to
 
n
 
do
 
begin

     
for
 
j
:=
1
 
to
 
n
 
do
 
write
(
h
[
i
,
j
]
:
4
)
;

     
writeln
;

   
end
;

 
end
;
 
{izpis}

  

 
procedure
 
try
(
i
:
integer
;
 
x
,
y
:
index
;
 
var
 
q
:
boolean
)
;

 
var
 
k
,
u
,
v
 
:
 
integer
;
 
q1
:
boolean
;

 
begin

   
k
:=
0
;

   
repeat

     
k
:=
k
+
1
;
      
q1
:=
false
;

     
u
:=
x
+
a
[
k
]
;
   
v
:=
y
+
b
[
k
]
;

     
if
 
(
u
>=
1
)
 
and
 
(
u
<=
n
)
 
and
 
(
v
>=
1
)
 
and
 
(
v
<=
n
)
 
then

       
if
 
h
[
u
,
v
]
=
0
 
then
 
begin

         
h
[
u
,
v
]
:=
i
;

         
if
 
i
<
nsq
 
then
 
begin

           
try
(
i
+
1
,
u
,
v
,
q1
)
;
    
{rekurzivni klic}

         
if
 
not
 
q1
 
then
 
h
[
u
,
v
]
:=
0
;

       
end
 
else

         
q1
:=
true
;

     
end
;

   
until
 
(
q1
 
or
 
(
k
=
8
))
;

   
q
:=
q1
;

 
end
;
{try}

  

 
begin

   
s
:=
[
1
...
n
]
;

   
begin

     
a
[
1
]
:=
 
2
;
 
b
[
1
]
:=
 
1
;

     
a
[
2
]
:=
 
1
;
 
b
[
2
]
:=
 
2
;

     
a
[
3
]
:=-
1
;
 
b
[
3
]
:=
 
2
;

     
a
[
4
]
:=-
2
;
 
b
[
4
]
:=
 
1
;

     
a
[
5
]
:=-
2
;
 
b
[
5
]
:=-
1
;

     
a
[
6
]
:=-
1
;
 
b
[
6
]
:=-
2
;

     
a
[
7
]
:=
 
1
;
 
b
[
7
]
:=-
2
;

     
a
[
8
]
:=
 
2
;
 
b
[
8
]
:=-
1
;

     
for
 
i
:=
1
 
to
 
n
 
do

       
for
 
j
:=
1
 
to
 
n
 
do
 
begin
 
h
[
i
,
j
]
:=
0
;
 
end
;

     
h
[
xz
,
yz
]
:=
1
;

     
try
(
2
,
xz
,
yz
,
q
)
;

     
if
 
q
 
then
 
izpis
 
else
 
writeln
(
'Ni rešitve!'
)
;

   
end
;

 
end
.

```